# Гулич-Тауншип (Пенсільванія)
Гулич-Тауншип (англ. Gulich Township) — селище (англ. township) в США, в окрузі Клірфілд штату Пенсільванія. Населення — 1200 осіб (2020), з яких майже 13 % — українці.

## Географія
За даними Бюро перепису населення США, селища має загальну площу 20,1 квадратних милі або 52 кв. км.,  з яких 0,05 % покритих водою.

### Громади
- Аллемани
- Альмаден
- Фернвуд
- Гінтер
- Джейнсвілл
- Моранн
- Вальцвале

## Демографія

### Перепис 2010
Згідно з переписом 2010 року, у селищі мешкало 1235 осіб у 510 домогосподарствах у складі 342 родин. Було 625 помешкань
Расовий склад населення:
| - 99,4 % — білих - 0,2 % — азіатів - 0,1 % — чорних або афроамериканців |

До двох чи більше рас належало 0,4 %. Частка іспаномовних становила 0,2 % від усіх жителів.
За віковим діапазоном населення розподілялося таким чином: 22,5 % — особи молодші 18 років, 58,1 % — особи у віці 18—64 років, 19,4 % — особи у віці 65 років та старші. Медіана віку мешканця становила 42,3 року. На 100 осіб жіночої статі у селищі припадало 99,8 чоловіків; на 100 жінок у віці від 18 років та старших — 101,1 чоловіків також старших 18 років.
Середній дохід на одне домашнє господарство становив 55 673 долари США (медіана — 53 594), а середній дохід на одну сім'ю — 63 565 доларів (медіана — 62 212). За межею бідності перебувало 8,8 % осіб, у тому числі 8,1 % дітей у віці до 18 років та 7,5 % осіб у віці 65 років та старших.
Цивільне працевлаштоване населення становило 576 осіб. Основні галузі зайнятості: освіта, охорона здоров'я та соціальна допомога — 32,8 %, роздрібна торгівля — 13,7 %, виробництво — 10,8 %, транспорт — 10,2 %.

### Перепис 2000
За даними перепису 
2000 р. в місті проживало 1275 чоловік. Це 529 домогосподарств та 365 сімей. Щільність населення становила 63,6 людини на квадратний милю (24,5 / км²). У місті було 616 житлових одиниць із середньою щільністю 30,7 / м² (11,9 / км²). Расова приналежність селища становила 99,37 % білого, 0,08 % корінних американців, 0,08 % жителів тихоокеанських островів і 0,47 % від двох і більше рас.
На час перепису 2010 року проживало  529 сімей, з яких 27,0 % мали дітей у віці до 18 років, які проживають з ними. Ще 56.7 % були подружніми парами, які живуть разом. В той же час 7.4 % жінок проживали без чоловіків, а 31,0 % взагалі не були одружені. 28,2 % всіх домогосподарств складаються з окремих осіб. А  в 19,1 % живе хоч один у віці 65 років та старше. Середній розмір домогосподарства був 2.41, а середній розмір родини становив 2,92 людини.
У містечку населення було поширене, з 22.0 % у віці до 18 років, 6,0 % з 18 до 24, 26.0 % від 25 до 44 років, 24,4 % від 45 до 64 років і 21,6 %, хто було 65 років або старше. Середній вік становив 43 роки. На кожні 100 жінок були 98.9 чоловіків. На кожні 100 жінок віком 18 років і старше припадало 96,8 чоловіків.
Середній дохід для домашнього господарства в місті становив 29 150 доларів США, а середній дохід для сім'ї становив 36 652 долари. Чоловіки мали середній дохід у розмірі 28 333 доларів проти 18 155 доларів для жінок.
Дохід на душу населення для містечка становив 14 405 доларів. Близько 8,4 % сімей та 10,6 % населення мали доходи нижчі за межу бідності, у тому числі 10,9 % тих, хто молодше 18 років, та 7,3 % людей віком 65 років і старше.
Селище Ґуліч-Тауншип має високий відсоток людей українського походження — 12.7 %.

## Шкільний округ
Школа району долини Мошаннон англ. Moshannon Valley School District